# 713

## Починали
- Филипик Вардан, византийски император